# Radnót Magda
Radnót Magda (Vicsápapáti, 1911. szeptember 17. – Budapest, 1989. február 3.) állami díjas magyar orvos, szemész, patológus, egyetemi tanár, az orvostudományok doktora, a Magyar Tudományos Akadémia rendes tagja. A magyarországi szemészeti patológia egyik legnagyobb hatású alakja, intézményszervező egyénisége volt. Fő kutatási területe a szem betegségeinek, elváltozásainak kóroktani és kórtani leírása, a fényérzékelés endokrinológiai hátterének feltárása, a látószervek szövettani és anatómiai vizsgálata volt. 1951-től 1982-ig vezette a budapesti orvosegyetem I. számú szemészeti klinikáját, 1968-tól 1981-ig alapító igazgatója volt a szervezőmunkájának köszönhetően világszínvonalon felépült és felszerelt Országos Szemészeti Intézetnek.

## Életútja
Rottenstein Gyula és Weinréb Irén gyermekeként született. Apja az első világháborúban hősi halált halt. Középiskolai tanulmányait a Pesti Izraelita Hitközség Leánygimnáziumában végezte, ahol jeles eredménnyel érettségi vizsgát tett. 1929-ben kezdte meg orvosi tanulmányait a budapesti Pázmány Péter Tudományegyetemen, majd 1933-tól a pécsi Erzsébet Tudományegyetemen tanult tovább. Itt szerezte meg orvosi oklevelét 1935-ben. 1934–1935-ben a pécsi egyetemen Entz Béla kórbonctani intézetének díjtalan gyakornoka volt, 1935-től 1939-ig pedig az egyetemi szemészeti klinikán tevékenykedett mint gyakornok, majd mint Albrich Konrád tanársegédje. Időközben egy szemeszteren át, 1937-ben a Bécsi Egyetemen, Josef Meller szemészeti klinikáján képezte tovább magát, majd letette szemész szakorvosi vizsgáját. 1939–1940-ben a fővárosi Állami Szemkórházban volt belföldi kutatási ösztöndíjas orvos, a szövettani laboratórium vezetője. A kórház igazgató főorvosa, ifj. Imre József felfigyelt tehetségére, és miután kinevezést nyert a Pázmány Péter Tudományegyetemre mint a szemészet nyilvános rendes tanára, 1940-ben az egyetemi szemészeti klinikára maga mellé vette Radnótot tanársegédnek. 1944-ben, a nyilas hatalomátvételt követően Imre professzor bújtatta. 1946-tól 1950-ig már adjunktusként végezte a klinikai és tanszéki munkát Nónay Tibor mellett, egyúttal a szemészeti patológia magántanára volt. 1950–1951-ben a szegedi egyetem szemészeti klinikáját vezette. 1951-ben a Budapesti Orvostudományi Egyetem – 1969 utáni nevén Semmelweis Orvostudományi Egyetem – I. számú szemészeti klinikájának vezetését vette át igazgatói, tanszékvezető egyetemi tanári kinevezéssel. 1952-ben egyszerűsített eljárással megkapta az orvostudományok doktora fokozatot. 1982-ig irányította a tanszéki oktató-, illetve az intézeti kutatómunkát. Egyidejűleg 1960-tól 1972-ig az orvosegyetem oktatási rektorhelyettese, 1955-től a Trachóma Intézet, 1968-tól 1981-ig az Országos Szemészeti Intézet igazgatója is volt.
Első férje Antal Károly (1909–1994) szobrászművész volt, házasságukból született Antal Magdolna (1945–2016) aneszteziológus.

## Munkássága
Fő kutatási területe a szemészeti betegségek patológiája volt, de foglalkozott a szem endokrinológiai, élettani, szövettani és anatómiai vonatkozásaival is. Pályája elején elsősorban a szem és a belső elválasztású mirigyek élettani kapcsolatrendszerét tanulmányozta, különösen jelentősek a könnytermelés kórképeinek endokrinológiai hátterét feltáró tanulmányai. Vizsgálta a fényérzékelés hatását az emberi szervezet periodikus működésére, leírta a látó és látássérült emberek szervezetében lezajló anyagcsere-, szekréciós és vérképzési folyamatok közötti különbségeket, megállapította a fény hatását a pajzsmirigy működésére, a gonadotrop és tireotrop hormonok fokozott termelődésére az agyalapi mirigyben. Anatómiai és szövettani megközelítéssel feltárta a szem, különösen a könnyszervek és a recehártya szubmikroszkópos szerkezetét (ultrastruktúra). 1963-ban kiadott anatómiai–patológiai szematlasza a magyar mellett orosz, francia, angol és német nyelven is megjelent.
Legjelentősebb szemészeti patológiai munkássága volt, a szemhéj, az ér-, kötő-, szivárvány- és szaruhártya, a szemlencse és a retina, a könnyszervek betegségeinek, kóros elváltozásainak, krónikus és vírusos gyulladásainak, daganatos megbetegedéseinek, traumatikus sérüléseinek szinte valamennyi válfaját tanulmányozta kórtani és kóroktani szempontból. Külön is behatóan foglalkozott a zöld hályog, a trachóma, a recehártya-pszeudoglióma és a retinoblasztóma (gyerekkori szemgolyódaganat) kóroktanával. Szemészeti patológiai tankönyve négy kiadást ért meg, németül és oroszul is megjelent. Klinikai patológiai megfigyelései alapján kidolgozta a könnyszervek helyreállító sebészeti eljárását, a szürke hályog krioextrakciós és az ideghártya-leválás kriopexiás műtéti helyreállításának módszerét.
Szervezőmunkájának köszönhetően indult meg 1968-ban az új szemklinika, az Országos Szemészeti Intézet megalapítása, amelyet 1972-ben adtak át a budapesti Tömő utcában. Megteremtette annak feltételeit, hogy az intézet laboratóriumi felszereltsége világszínvonalú legyen. Itt helyezték üzembe az ország első elektronmikroszkópját és ultrahangos fakoemulzifikátorát (szürkehályog műtéséhez), és itt alkalmaztak először argonlézert, valamint vitrektómiát az üvegtesti beavatkozásokhoz. Nevéhez fűződik az Európai Szemészeti Társaság 1972-es budapesti tanácskozásának megszervezése, amelyet az új szemklinika átadására időzített.
Közel tíz könyve, egyetemi jegyzete és mintegy háromszáz közleménye jelent meg. 1969-től alapító főszerkesztője volt a Szemészet című szakfolyóiratnak, de tagja volt további öt nemzetközi szemészeti szakfolyóirat szerkesztőbizottságának is.

### Társasági tagságai és elismerései
1961-ben a Magyar Tudományos Akadémia levelező, 1976-ban rendes tagjává választották, 1973-tól 1976-ig tagja volt az elnökségnek, emellett 1968-tól a Tudományos Minősítő Bizottság klinikai orvosi szakbizottságát is elnökölte. 1950-től 1952-ig, majd 1972-től 1981-ig elnöke volt a Magyar Szemorvostársaságnak. 1972 és 1976 között az Európai Szemészeti Társaság (SOE) elnöke volt, de ezenkívül is számos nemzetközi és külföldi szakmai társaság választotta tagjául: Nemzetközi Szemorvosi Akadémia (IOA, alapító), Nemzetközi Szemészeti Tanács (ICO, 1958; tiszteleti, 1966), Purkyně Csehszlovák Orvosi Társaság (ČLS, tiszteleti, 1963), Osztrák Szemészeti Társaság (ÖOG, levelező, 1966), Nemzetközi Kriosebészeti Társaság (tiszteleti, 1969), Német Demokratikus Köztársaság Szemorvosi Társasága (1969), Római Orvosi Akadémia (levelező), Leopoldina Német Természettudományos Akadémia (külső, 1970), Bolgár Szemészeti Társaság (tiszteleti, 1970), Amerikai Szemsebészek Társasága (1970).
A szemészeti patológia és endokrinológia területén elért eredményeiért 1965-ben megkapta az Állami Díjat. Tudományos munkássága elismeréseként 1961-ben Louis Braille-emlékérmet, 1973-ban Markhot-emlékérmet, 1974-ben Chibret-aranyérmet, 1975-ben Semmelweis-emlékérmet, 1976-ban Schulek Elemér-emlékérmet, 1989-ben Helmholtz-aranyérmet vehetett át, de kitüntették még a Liège-i Egyetem és a Helsinki Egyetem aranyérmeivel, valamint a finn Vannas-emlékéremmel. 1985-ben a Semmelweis Orvostudományi Egyetem tiszteletbeli szenátorává választották. Ezeken kívül díjazottja volt a Magyar Népköztársasági Érdemrend ötödik fokozatának (1952), az Oktatásügy Kiváló Dolgozója kitüntetésnek (1954), a Kiváló Orvos elismerésnek (1955), a Munka Érdemrend arany fokozatának (1969) és a Szocialista Magyarországért Érdemrendnek (1981).

### Főbb művei
- Die pathologische Histologie der tränenableitenden Wege. Basel, 1936. Karger.
- Szemészeti patológia. Budapest: Akadémiai. 1951.  
  - Németül: Pathologie des Auges. Budapest: Akadémiai. 1952.  
  - Oroszul: Офтальмологическая патология. Будапешт: Академия наук Венгрии. 1952.
- Trachoma. Budapest: Egészségügyi. 1954.
- Neuroendokrine Beziehungen zur Ophthalmologie. Budapest: Akadémiai. 1961.
- A szembetegségek atlasza I–II. Budapest: Akadémiai. 1963.  
  - Németül: Atlas der Augenkrankheiten I–II. Budapest: Akadémiai; Stuttgart: Fischer. 1964.
- Die Röntgendiagnostik der tränenableitenden Wage. Zürich: Augenheilkunde und Optik. 1966.   (Gáll Jánossal)
  - Oroszul: Рентгенодиагностика заболеваний слезоотводящих путей. Будапешт: Академия наук Венгрии. 1966.   (Gáll Jánossal)
- A szemészet alapvonalai. Budapest: Medicina. 1971.
- Szembetegek vizsgálata. Budapest: Medicina. 1976.
- Ifj. Imre József. Budapest: Akadémiai. 1979.   (Kenyeres Ágnessel)
- Szembetegek vizsgálata. Budapest, Medicina. 1981. (Follmann Piroskával)
- Könyvrészlet: ifj. Imre József (1884-1945) in A magyar orvosi iskola mesterei. Budapest, 1969. pp. 247-253.